# Суровое испытание (фильм)
«Суровое испытание» (англ. The Crucible) — кинофильм режиссёра Николаса Хайтнера, вышедший на экраны в 1996 году. Экранизация одноимённой пьесы Артура Миллера, основанной на реальных событиях, произошедших во время судебного процесса над салемскими ведьмами.

## Сюжет
Ранним утром 1692 года в Салеме (Массачусетс) девушки собрались в лесу, чтобы негритянка Титуба приворожила им парней. Одна из девушек, Абигаль Уильямс, убивает курицу и пьет её кровь, при этом желая смерти жене Джона Проктора, в которого влюблена. Их обнаруживает дядя Абигаль Сэмюэль Пэррис, девушки убегают, а одна из них, дочь Пэрриса, падает в обморок. Путнамы, родители одной из девушек, и Пэррис считают, что в девушек вселился дьявол. Чтобы спасти себя и других от наказания, Абигаль утверждает, что Титуба находится в сговоре с дьяволом. После избиения Титуба признается, что она была вынуждена подчиняться сатане и называет имена «настоящих ведьм». Истерия охватывает городок, круг обвиняемых начинает стремительно расширяться…
Вскоре по навету Абигаль арестовывают и жену Проктора — Элизабет. Джон, понимая, что все эти обвинения — лишь способ Абигаль избавиться от соперницы, решает выступить против неё и разоблачить.

## В ролях
| Актёр            | Роль                       |
| ---------------- | -------------------------- |
| Дэниел Дэй-Льюис | Джон Проктор               |
| Вайнона Райдер   | Абигейл Уильямс            |
| Пол Скофилд      | судья Томас Дэнфорд        |
| Джоан Аллен      | Элизабет Проктор           |
| Брюс Дэвисон     | преподобный Сэмюэль Пэррис |
| Роб Кэмпбелл     | преподобный Джон Гейл      |
| Джеффри Джонс    | Томас Путнам               |
| Питер Вон        | Джилс Кори                 |
| Рэйчел Белла     | Бетти Пэррис               |
| Шарлейн Вудард   | Титуба                     |

## Отзывы
Фильм получил в основном положительные отзывы. На сайте Rotten Tomatoes фильм имеет рейтинг 68 % на основе 57 отзывов при среднем балле 7,4 из 10.

## Награды и номинации
| Премия                   | Категория                                 | Номинант        | Результат |
| ------------------------ | ----------------------------------------- | --------------- | --------- |
| «Оскар»                  | Лучшая женская роль второго плана         | Джоан Аллен     | Номинация |
| «Оскар»                  | Лучший адаптированный сценарий            | Артур Миллер    | Номинация |
| «Золотой глобус»         | Лучшая мужская роль второго плана         | Пол Скофилд     | Номинация |
| «Золотой глобус»         | Лучшая женская роль второго плана         | Джоан Аллен     | Номинация |
| BAFTA                    | Лучшая мужская роль второго плана         | Пол Скофилд     | Победа    |
| BAFTA                    | Лучший адаптированный сценарий            | Артур Миллер    | Номинация |
| «Выбор критиков»         | Лучший фильм                              |                 | Номинация |
| «Выбор критиков»         | Лучшая женская роль второго плана         | Джоан Аллен     | Победа    |
| «Спутник»                | Лучшая мужская роль второго плана — драма | Пол Скофилд     | Номинация |
| «Спутник»                | Лучшая женская роль второго плана — драма | Джоан Аллен     | Номинация |
| «Спутник»                | Лучший адаптированный сценарий            | Артур Миллер    | Номинация |
| Берлинский кинофестиваль | Золотой медведь                           | Николас Хайтнер | Номинация |